# Bitwa pod Iskrestos
Bitwa pod Iskrestos – starcie zbrojne, które miało miejsce w roku 1043 w trakcie wojen bizantyńsko-ruskich.
W roku 1043 książę Jarosław I Mądry podjął decyzję o kolejnej wyprawie na Konstantynopol, powierzając dowództwo swojemu synowi Włodzimierzowi. Wiosną flota ruska ruszyła w dół Dniepru, a następnie płynąc wzdłuż brzegu Morza Czarnego, założyła obóz w pobliżu latarni morskiej Iskrestos przy wyjściu z Cieśniny Bosfor. Rusowie, nie kwapiąc się do otwartej bitwy z Bizantyńczykami, rozpoczęli blokadę Bosforu, przyczyniając się do wielkich strat handlowych Bizancjum. W tej sytuacji Bizantyńczycy postanowili zaatakować. Atak miał miejsce równocześnie na lądzie i na morzu. Atak lądowy nie przyniósł powodzenia, a ruskie fortyfikacje okazały się nie do zdobycia.
Tymczasem na morzu trzy bizantyńskie dramony zaatakowały lżejsze jednostki Rusów ogniem greckim. W odpowiedzi kilka okrętów Włodzimierza wyłamało się z szyku, ścigając przeciwnika i tym samym rozbijając szyki ruskiej floty. W ten sposób wiele jednostek wpadło na siebie, łamiąc wiosła. Całe zamieszanie wykorzystali Bizantyńczycy, którzy uderzyli w kłębowisko okrętów przeciwnika, zasypując je ogniem greckim. W chwilę później główne siły ruskie starły się czołowo z jednostkami bizantyńskimi. Rusowie walczyli dzielnie, jednak wiele ich okrętów zajęło się ogniem, a inne zatonęły. Nastąpił odwrót. Straty ruskie wyniosły około 100 okrętów. W wyniku klęski przed świtem następnego dnia Rusowie wsiedli na ocalałe okręty i odpłynęli. Ci, dla których zabrakło miejsca na okrętach (ok. 6000 ludzi), skierowali się drogą lądową do kraju. Cały oddział został jednak rozbity przez Bizantyńczyków w okolicach Warny, w tej bitwie do niewoli trafiła znaczna liczba wojów.
Tymczasem w ślad za uciekającą flotą ruską, cesarz posłał 24 okręty bizantyńskie. Jednostki te zostały jednak zaatakowane taranami ruskich okrętów i zatopione. Licznych jeńców zabrano do Kijowa. W tej patowej sytuacji doszło do rokowań pokojowych, przywracających warunki poprzedniego rozejmu.